# Зорлешти (Горж)
Зорлешти (рум. Zorlești) насеље је у Румунији у округу Горж у општини Пригорија. Oпштина се налази на надморској висини од 332 m.

## Становништво
Према подацима из 2002. године у насељу је живело 511 становника, од којих су сви румунске националности.